# Ekrem Alilovsky
Eki E. Alilovski, slovenski kitarist, * 22. januar 1963, rojen v Postojni. 
Eki je slovenski kitarist, živi v Postojni. Igra pri skupini Mary Rose in je med drugim bil v spremljevalni skupini Deje Mušič. Trenutno ustvarja s skupino Mary Rose novo ploščo.